# 超鋼女雪拉
超鋼女雪拉（ちょうこうじょセーラ）是寺田とものり撰寫，Ein插畫的輕小說作品，HJ文庫出版。和同作者的紙上遊戲「番長學園!!RPG」具有相同的世界觀。作品名是模仿「莎拉公主（小公女セーラ）」。中文版由東立出版社代理。

## 劇情大綱
昭和70年、春天。
高中一年級的賴戶茸味，想幫助被混混糾纏的御濱千美繪，卻反被混混包圍陷入困境。此時，路過的美少女打敗混混救了茸味。
後來，在新生歡迎會發表祝賀感言時，被前幾天的美少女——學生會長來系栖雪拉告白，兩人便過著令人羨慕的相親相愛生活。
不過，雪拉的真實身分其實是接近戰格鬥專用機器人「超鋼女（Steel Maiden）」。

## 登場人物
瀨戶 茸味（せと たけみ）
春天開始就讀謳夏高中的一年級。
開學典禮前一週，遇到危機時被雪拉所救。後來在開學典禮被雪拉告白，兩人成為戀人。
擔心雪拉的安危，因此一開始對和雪拉一起參加機器人格鬥大會「超鋼機武鬥會」感到抗拒。
來栖 雪拉（くるす セーラ）
謳夏高中三年級學生，學生會長。
拯救茸味時對他一見鍾情，再新生歡迎會時在學校學生的注目之下告白而成為戀人。
真實身分是接近格鬥戰鬥用超鋼女「鑽石公主（Diamond Princess）」，但離開戰場後便是普通少女。
為了得到父親的交往許可而參加超鋼機武鬥會。
原本是出場的角色（初版時為就讀東北地區女子高中的二年級學生，在小說出版後修正為和小說相同內容）。
御濱 千美繪（みはま ちみえ）
茸味國中開始的同學。雖然是美少女，但相當文靜，不受人注意。
喜歡茸味，曾因為忌妒而對雪拉口出惡言。
為了和雪拉站在同等地位並且向茸味告白，參加超鋼機武鬥會的預賽。
泉秋院 拉薇妮亞（せんしゅういん ラヴィニア）
著名千金女校私立泉秋女子工業高中的理事長，泉秋院集團會長泉秋院利通的孫女。通稱拉薇。
雪拉的姐妹機種，SARA系列中擅長遠距離射擊和初期壓制的超鋼女「First Lady」。
個性高傲，經常和雪拉起爭執。
春日井 絢乃（かすがい あやの）
貧窮教會的獨生女。說著不像是基督徒的流暢語調，具有卓越的洞察力。
和千美繪相差一歲的青梅竹馬。雖然年紀較輕，卻經常給其建議。
佩姬
在春日井家中吃閒飯的修女風格機器女性。性格沉穩。
和雪拉與拉薇妮亞同為SARA系列的超鋼女。擅長情報壓制與防衛戰的超鋼「Amen Guard」。
目標賞金而和絢乃組隊參加超鋼機武鬥會，目標優勝。
颯拉
襲擊雪拉的不明超鋼女。稱呼雪拉為SARA0000。
起初有如沒有感情的戰鬥機器，和茸味相遇後漸漸的變的有女人味。
來栖 拉魯夫（くるす ラルフ）
超鋼女系列「Barnet Series」的開發團隊原次席負責人。
由於開發贊助企業的方針變更以及主任開發者死亡而解散團隊並接收雪啦。
原本只想要繼承開發主任的研究而作為雪拉的父親，長時間共同生活後變成相當煩惱女兒的父親。
雖然對服裝和外表沒有特別注意，在不修邊幅的外表下卻隱藏著美型的外貌。42歲。

## 書籍一覽

### 日文版
| 1.  | 超鋼女セーラ                                  | 2006年11月1日初版 ISBN 9784894254787 |
| 2.  | 超鋼女セーラ ロボ娘はボクの夢を見る           | 2007年3月1日初版 ISBN 9784894255197  |
| 3.  | 超鋼女セーラ センパイとボクの黄金週間 [前編]  | 2007年6月30日初版 ISBN 9784894255753 |
| 4.  | 超鋼女セーラ センパイとボクの黄金週間 [後編]  | 2007年11月1日初版 ISBN 9784894256224 |
| 5.  | 超鋼女セーラ 彼女と僕と五つの約束             | 2008年5月31日初版 ISBN 9784894257177 |
| 6.  | 超鋼女セーラ ソラの恋人、あの娘のトクベツ     | 2008年9月1日初版 ISBN 9784894257603  |
| 7.  | 超鋼女セーラ フタリの青春、お嬢のユウウツ     | 2009年1月1日初版 ISBN 9784894258044  |
| 8.  | 超鋼女セーラ サイカイの湖、淑女のヒメゴト     | 2009年5月1日初版 ISBN 9784894258693  |
| 9.  | 超鋼女セーラ ハジマリの戦嬢、若草のセンジョウ | 2009年9月1日初版 ISBN 9784894259317  |
| 10. | 超鋼女セーラ ユメミル絡繰り、恋するタタカイ   | 2010年1月1日初版 ISBN 9784894259850  |
| 11. | 超鋼女セーラ 白の楽章・恋するオトメの帰る場所 | 2010年5月1日初版 ISBN 9784798600406  |
| 12. | 超鋼女セーラ 菫色の楽章・天なるは魔弾の射手   | 2010年9月1日初版 ISBN 9784798601144  |
| 13. | 超鋼女セーラ 黄金の楽章・超鋼女セーラ         | 2011年4月1日初版 ISBN 9784798601922  |

### 中文版
1. 超鋼女雪拉 2007年1月31日 ISBN 9789861196145
2. 超鋼女雪拉 機器少女夢見我 2007年7月19日 ISBN 9789861198422
3. 超鋼女雪拉 學姊與我的黃金週 前篇 2008年2月13日 ISBN 9861012249
4. 超鋼女雪拉 學姊與我的黃金週 後篇 2008年7月1日 ISBN 9861012257
5. 超鋼女雪拉 她和我的五個約定 2008年11月27日 ISBN 9789861027623
6. 超鋼女雪拉 空之戀人，芳心所屬 2009年3月26日 ISBN 9789861032207
7. 超鋼女雪拉 兩人的青春，千金的憂鬱 2009年6月18日 ISBN 9789861038704
8. 超鋼女雪拉 再會之湖，湖女的秘密 2009年9月3日 ISBN 9789861042947
9. 超鋼女雪拉 起始之戰孃，若草之戰場 2009年12月17日 ISBN 9789861049564
10. 超鋼女雪拉 機關裝置之夢、逆境奮戰之戀 2013年6月10日 ISBN 978-986-332-762-2

## 超鋼聖女佩姬
超鋼聖女佩姬（ちょうこうせいじょベッキー）是從2007年3、4月號開始不定期在「Novel JAPAN」連載的外傳作品。

### 書籍一覽
1. 2008年3月1日初版 ISBN 9784894256736
超鋼聖女佩姬 額少女福音 2008年10月9日 ISBN 9789861025230

## 外部連結
- HJ文庫&Novel JAPAN （页面存档备份，存于）
- 番學!!.com （页面存档备份，存于）